# Фигуры речи
Фигу́ра ре́чи (ритори́ческая фигу́ра, стилисти́ческая фигу́ра, оборо́т ре́чи; лат. figura от др.-греч. σχῆμα) — термин риторики и стилистики, обозначающий различные речевые конструкции, которые придают речи стилистическую значимость, образность и выразительность, изменяют её эмоциональную окраску.
Фигуры речи служат для передачи настроения или усиления эффекта от фразы, что повсеместно используется в художественных целях как в поэзии, так и в прозе.
Античные риторы рассматривали риторические фигуры как некие отклонения речи от естественной нормы, «обыденной и простой формы», некое искусственное её украшение. Современный взгляд, напротив, исходит скорее из того, что фигуры — естественная и неотъемлемая часть человеческой речи.
Среди фигур речи со времён античности выделяют тропы (употребление слов в переносном смысле) и фигуры в узком смысле слова (приёмы сочетания слов) — хотя проблема чёткого определения и разграничения того и другого всегда оставалась открытой.

## История изучения
Древнегреческий философ и оратор Горгий (V век до н. э.) настолько прославился новаторским использованием в своих речах риторических фигур, что на долгое время они получили название «горгианские фигуры».
Фигуры речи рассматривал Аристотель (IV век до н. э.) и более подробно разрабатывали его последователи; так, Деметрий Фалерский (IV—III века до н. э.) ввёл разделение на «фигуры речи» и «фигуры мысли».
Риторика активно развивается в древнем Риме: в I веке до н. э. фигуры и употребление слов в переносном значении рассматриваются в анонимном трактате «Риторика к Гереннию» и у Цицерона (который придерживается деления фигур на «фигуры речи» и «фигуры мысли», не стремясь к дальнейшей их систематической классификации); в I веке н. э. у Квинтилиана появляется деление на четыре вида фигур: прибавление, убавление, замена (одного слова другим), перестановка (слова на другое место).
В эпоху эллинизма, а затем в средние века учёные и схоласты углубляются в детальную классификацию всевозможных тропов и фигур, которых в результате было выделено более 200 разновидностей.

## Классификация фигур речи
Фигуры речи делятся на тропы и фигуры в узком смысле слова. Если под тропами понимается употребление слов или словосочетаний в несобственном, переносном значении, иносказание, то фигуры представляют собой приёмы сочетания слов, синтаксической (синтагматической) организации речи. При этом разграничение не всегда однозначно, относительно некоторых фигур речи (таких как эпитет, сравнение, перифраз, гипербола, литота) имеются сомнения: относить их к фигурам в узком смысле слова или же к тропам. М. Л. Гаспаров и многие другие литературоведы рассматривают тропы как «фигуры переосмысления» значения слов, поэтому перифраз (фигура детализации значения), гипербола (фигура с усилением значения), литота (фигура с уменьшением значения), а также сравнение и эпитет тропами в строгом смысле не являются.
Общепринятой систематики фигур речи не существует, в разных грамматических школах различаются терминология (названия фигур) и принципы их классификации.
Традиционно фигуры речи (по преимуществу фигуры в узком смысле слова) делили на фигуры слова и фигуры мысли. Разница между ними проявляется, например, в том, что замена слова на близкое по значению разрушает фигуры слова, но не фигуры мысли. Фигуры мысли легко поддаются переводу на другой язык, в отличие от фигур слова. В некоторых случаях отнесение фигуры к одному или другому виду не очевидно (например, в случае антитезы).
Вслед за Квинтилианом фигуры (по преимуществу фигуры слова) подразделяли на четыре группы («Quadripartita ratio»), выделяя фигуры, образованные путём: прибавления (adiectio), убавления (detractio), замены (immutatio), перестановки (transmutatio).
Некоторые распространённые фигуры речи в традиционной классификации:

- Фигуры:

- Фигуры слова:

- Фигуры прибавления: разного рода повторы, точные и неточные: анадиплосис, мезархия, анафора, эпифора, симплока, градация, полиптотон, многосоюзие, плеоназм.
- Фигуры убавления: эллипсис, бессоюзие, зевгма.
- Фигуры перестановки (размещения): параллелизм (виды: антитеза, изоколон, гомеотелевтон), инверсия (включая гипербатон), хиазм, парентеза.
- Фигуры замены: «когда одно слово используется вместо другого», например «в случае глагола мы получаем солецизмы рода, времени, лица»: эналлага.

- Фигуры мысли:

риторический вопрос, риторическое восклицание, риторическое обращение; умолчание, оксюморон.
- Тропы:

метафора, катахреза; метонимия, синекдоха, антономасия, ирония.
В литературе XX века фигуры нередко делят на семантические и синтаксические. Так, Ю. М. Скребнев называет семантическими фигурами: сравнение, восходящую и нисходящую градацию, зевгму, каламбур, антитезу, оксюморон; синтаксическими: фигуры убавления (эллипсис, апосиопеза, просиопеза, апокойну, асиндетон), фигуры добавления (повтор, анадиплозис, пролепсис — одновременное употребление существительного и заменяющего его местоимения, полисиндетон), различные виды инверсии, риторический вопрос, параллелизм, хиазм, анафору, эпифору, симплоку.
Согласно концепции В. П. Москвина, фигуры систематизируются по их соотношению с теми качествами речи, реализации которых они служат. Качества речи представляют собой параметры её оценки с точки зрения нормы. Все качества речи подразделяются по отношению к норме на два типа: 1. Положительные: благозвучие, богатство, изобразительность, краткость, логичность, однозначность, правдоподобие, правильность, разнообразие, точность, уместность, ясность. Существуют средства, предназначенные для создания положительных качеств речи: так, приёмы ухода от тавтологических повторов (местоименная замена, синонимическая замена, перифразирование и др.) создают разнообразие речи. 2. Отрицательные: алогизм, двусмысленность, неблагозвучие, неправдоподобие, неправильность, неточность, неясность, однообразие. Отрицательные качества речи могут быть: а) случайными, такие качества речи расцениваются как ошибки; б) нарочитыми: существуют классы приёмов построения нарочито алогичной, двусмысленной, неправдоподобной, неясной речи. Как видим, «фигура становится ошибкой, если она не преднамеренна, а случайна», и «сколько есть фигур, столько же есть ошибок»: так, фигура повтора соотносима с тавтологией по признаку мотивированного / немотивированного нарушения требования разнообразия речи. Поскольку все выразительные приёмы предназначены для реализации указанных качеств речи, такие приёмы целесообразно систематизировать по их соотношению с качествами речи.
Учёные из Группы Мю в книге «Общая риторика» (1970) предложили общую классификацию риторических фигур и тропов по уровню языковых операций, разделив их на четыре группы: метаплазмы (уровень морфологии — операции с фонетическим и/или графическим обликом языковой единицы), метатаксис (операции на уровне синтаксиса), метасемемы (операции на уровне семантики — значения языковой единицы) и металогизмы (логические операции). Сами операции они разделили на два основных типа: субстанциальные и реляционные. «Первые операции меняют субстанцию единиц, к которым они применяются, вторые же меняют только позиционное отношение между этими единицами». К субстанциальным операциям относятся: 1) убавление, 2) прибавление и 3) убавление с прибавлением (к каковому сочетанию сводится замена Квинтилиана); единственной реляционной операцией является 4) перестановка.

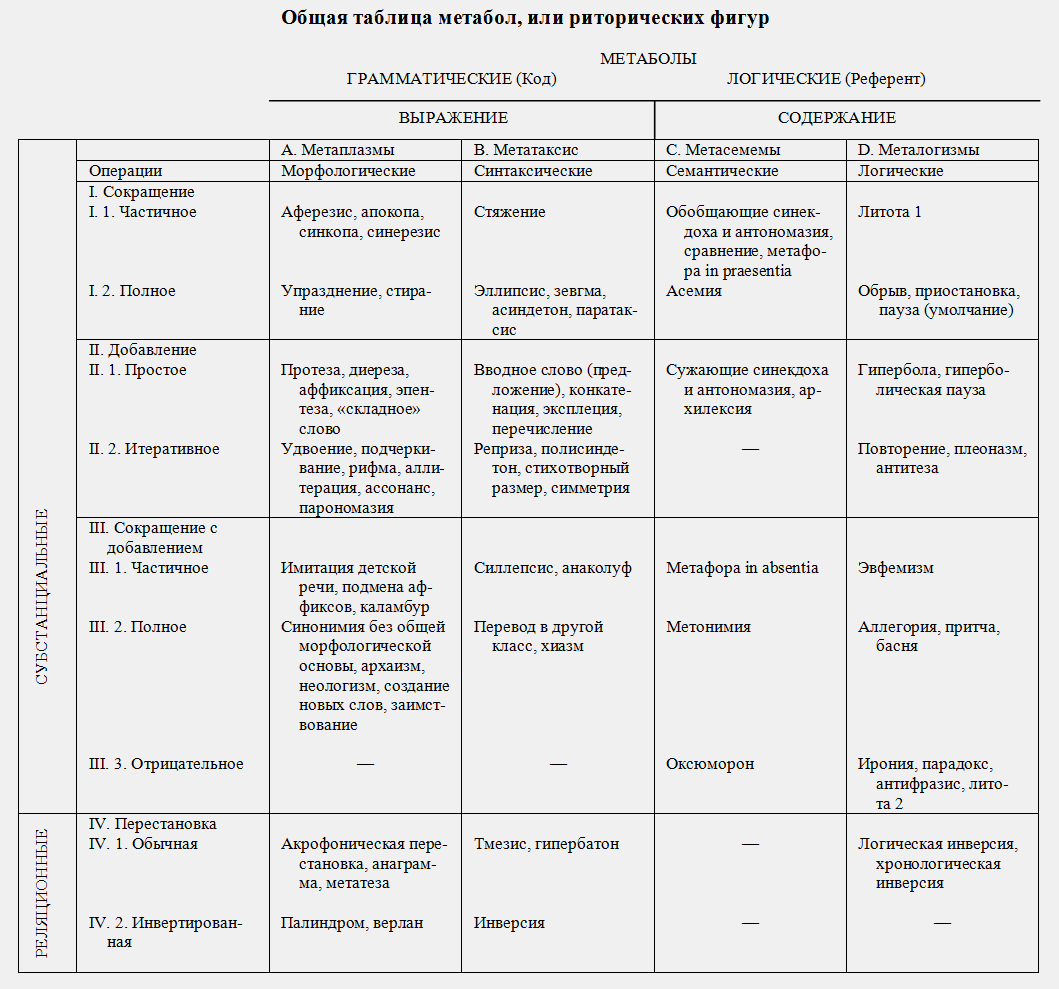
Фигуры речи: классификация Группы Мю